# Понтий Фурий Понтиан
Понтий Фурий Понтиан (на латински: Pontius Furius Pontianus) e политик и сенатор на Римската империя през началото на 3 век.
От юни/август 217 г. – ноември/декември 217 г. той е управител на провинция Долна Мизия.